# Albania en los Juegos Olímpicos de Atenas 2004
Albania estuvo representada en los Juegos Olímpicos de Atenas 2004 por un total de 7 deportistas que compitieron en 4 deportes.  
La portadora de la bandera en la ceremonia de apertura fue la atleta Klodiana Shala. El equipo olímpico albanés no obtuvo ninguna medalla en estos Juegos.